# Fredrik Idestam
Knut Fredrik Idestam (né le 28 octobre 1838 à Tyrväntö, Grand-duché de Finlande – décédé le 8 mai 1916 (77 ans) à Helsinki, Grand-duché de Finlande) est le fondateur de la Société Nokia et son directeur général de 1871 à 1895,.

## Biographie
En mai 1865, Fredrik Idestam obtient un permis de construire une usine de papier de pâte à Tampere, en Finlande.
L'usine a commencé sa production en 1866.
Entre 1868 et 1869, Fredrik Idestam fonde sa deuxième usine à Nokia en achetant les terres du manoir de Nokia.
En 1871, ses usines deviennent une société à responsabilité limitée fondée par Fredrik Idestam et Leo Mechelin, qui la nomment Nokia Aktiebolag.
Fredrik Idestam sera le PDG de la société jusqu'en 1895.